# Isidoro García Stadium
L'Isidoro García Stadium, surnommé El Cholo García, est un stade de baseball situé à Mayagüez au Porto Rico. Les Indios de Mayagüez sont le club résident.
Reconstruit entre 2008 et 2010, il accueille la plupart des rencontres de baseball au programme des Jeux d'Amérique centrale et des Caraïbes de 2010.
Il accueille la Série des Caraïbes en février 2011.

## Ancien stade
Le stade original était un complexe multi-sports. Il est démoli après la saison 2006-2007 de la Ligue professionnelle de baseball de Porto Rico et reconstruit entre 2008 et 2010 pour la tenue des Jeux d'Amérique centrale et des Caraïbes 2010.
Le stade est surnommé El Cholo García en l'honneur d'Isidoro "El Cholo" García, le premier joueur portoricain à lancer un match sans point ni coup sûr sur l'île. Il garde ce nom après reconstruction.

## Nouveau stade
Le nouveau stade est construit à l'endroit même où se situait l'ancien stade, près du Parque del Litoral et du Stade d'athlétisme de Mayagüez. D'une capacité de 10 500 places, il est construit selon les standards de la Ligue majeure de baseball et abrite l'office régional des Sports de la ville.
Luis Fortuño, le gouverneur du Porto Rico, annonce l'ouverte officielle du stade le 8 février 2010 lors d'une conférence de presse tenue sur le terrain. 